# Elmíngiro
Elmíngiro (em grego: Ελμίγγειρος; romaniz.: Elmíngeiros) foi um oficial bizantino de origem huna do século VI, ativo sob o imperador Justiniano (r. 527–565). Apareceu na obra de Agátias em 556, quando era tribuno em Lázica e recebeu a missão de liderar os navios que guardavam o rio Fásis, ao lado de Dabragezas, durante o cerco da fortaleza homônima.

## Identidade e etimologia
Vários autores associam Elmíngiro ao oficial huno Elminzur, ativo pela mesma época em Lázica. Para eles, essa possibilidade reside na semelhança entre seus nomes (ambos iniciam com elmin) e na improvabilidade de haver dois oficiais de nomes tão similares comandando na mesma região. A diferença das terminações pode refletir meramente uma promoção nas fileiras do exército: especula-se que geir e zur sejam os equivalentes turcomanos para tribuno e duque. Maenchen-Helfen sugeriu que a forma reconstruída do nome desse oficial foi *Elmingir. Segundo ele, é um nome composto pelo tungúsico elmin, "pequeno cavalo", que pode ser vista como a única palavra tungúsica incorporada na língua dos hunos. El parece ser el, al ou il, "reino".